# Anzaldo
Pour les articles homonymes, voir Anzaldo (homonymie).

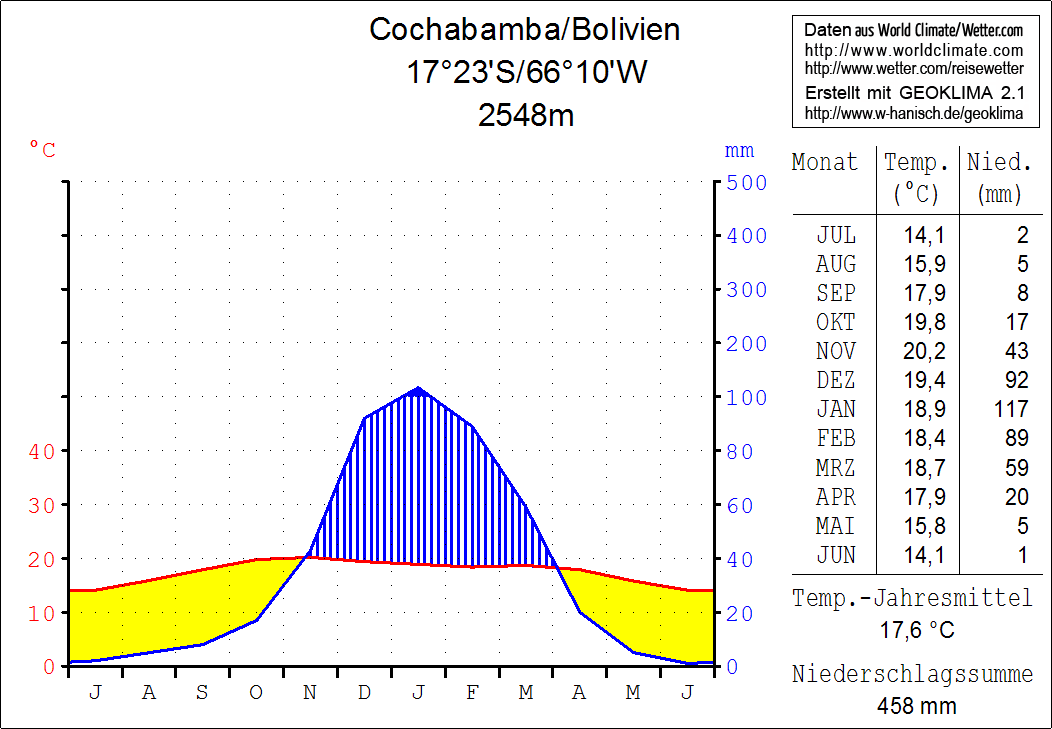
diagramme températures/précipitations annuel

Anzaldo est une localité du département de Cochabamba en Bolivie, située dans la province d'Esteban Arce. Sa population était estimée à 1 576 habitants en 2010.

## Localisation
Anzaldo est la partie agglomérée de la municipalité d'Anzaldo dans la province de Esteban Arce sur le bord sud du plateau fertile de l'Alto Valle, d'une superficie de 490 acres. Situé à une altitude de 3 036 m à environ 30 km au sud du barrage de La Angostura.

## Géographie
Anzaldo se trouve dans la zone de transition entre la cordillère des Andes, la Cordilleière Centrae et les plaines boliviennes. La température moyenne de la région est d'environ 18 °C (voir diagramme ci-contre) et ne varie que légèrement entre 14 °C en juin / juillet et 20 °C en octobre / novembre. Les précipitations annuelles ne sont que d'environ 450 mm, avec une saison sèche marquée de mai à septembre, des précipitations mensuelles inférieures à 10 mm et une humidité relative de décembre à février, avec des précipitations de 90 mm à 120 mm/mois.

## Réseau de communications
Alalay est à 74 km de Cochabamba, la capitale du département.
De Cochabamba, la route revêtue no 7 mène après 18 km au sud-est du barrage de La Angostura. De là une route upermet de rejoindre Tarata à 18 km au sud, puis d'atteindre Anzaldo 28 km plus loin dans une direction sud-est.

## Population
La population du village a quasiment doublé des deux dernières décennies :
- 1992 : 779 habitants (recensement)[2]
- 2001 : 1 178 habitants (recensement)[3]
- 2010 : 1 576 habitants (estimation)[1]